# 常盤站 (北海道)

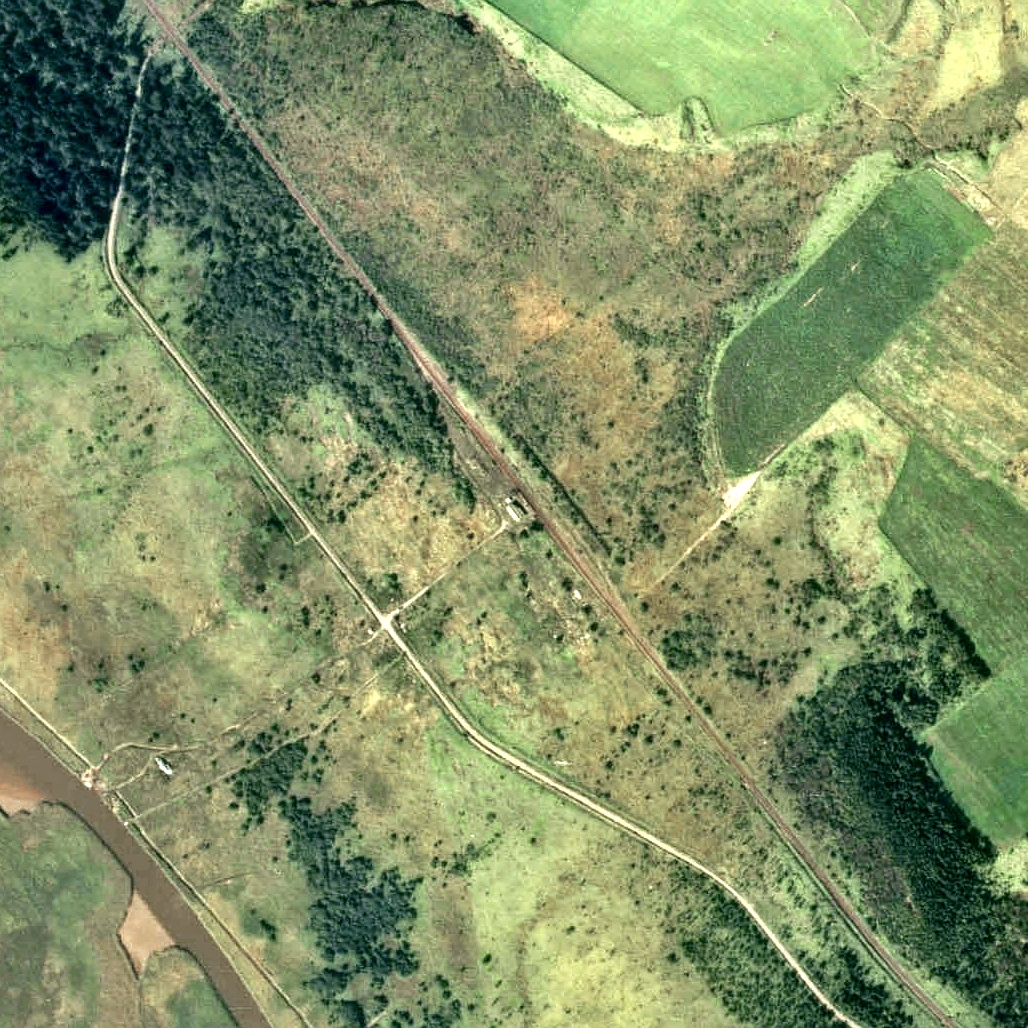
1977年的常盤臨時乘降場和方圓約500米範圍。右上方為濱頓別方向。中央下方靠近濱頓別一方設有平交道。在南邊路軌右側設有月台。在平交道旁邊設有藍色屋頂的建築物，該處為候車室。

常盤站（日语：／ Tokiwa eki */?）是位於北海道枝幸郡濱頓別町字常盤，北海道旅客鐵道（JR北海道）的天北線車站（廢站）。隨著天北線廢線，車站在1989年（平成元年）5月1日廢除。

## 歷史
- 1955年（昭和30年）12月2日 - 日本國有鐵道（國鐵）北見線常盤臨時乘降場（由局（日语：鉄道管理局）設定）啟用[1]。
- 1961年（昭和36年）4月1日 - 路線名稱改為天北線，成為該線上的臨時乘降場。
- 1987年（昭和62年）4月1日 - 伴隨國鐵分割民營化，車站由北海道旅客鐵道（JR北海道）營運[1]。同日升級至車站，成為常盤站[1]。
- 1989年（平成元年）5月1日 - 天北線全線廢除，此站也廢除[1]。

## 車站構造
截至車站廢除前，車站是一座地面車站，設有1面1線的單式月台。
由於車站原自臨時乘降場，因此此站是無人車站。此站沒有車站大樓，只有候車室。

## 站名的由來
車站名稱取自地名「字常盤」。

## 車站周邊
車站位於廣寬的荒野。
- 國道275號（頓別國道）
- 頓別川[2]
- 宗谷巴士（日语：宗谷バス）天北宗谷岬線（日语：天北線 (宗谷バス)）「常盤」巴士站

## 現況
截至2011年（平成23年），已經看不見車站任可痕蹟。在舊站旁邊的平交道遺蹟和路軌遺蹟仍然存在。
另外截至2011年（平成23年），車站遺址向音威子府一方約2公里處，在越過四號線川的橋樑上還遺留了枕木與鋼樑橋。

## 相鄰車站
北海道旅客鐵道（JR北海道）
天北線
下頓別－常盤－濱頓別

## 注腳
1. 1 2 3 4 5 6  石野哲（編）. . JTB. 1998: 906. ISBN 978-4-533-02980-6 （日语）.
2. ↑  書籍《北海道道路地図 改訂版》（地勢堂，1980年3月發行）17頁。
3. 1 2  書籍《北海道の鉄道廃線跡》（著：本久公洋，北海道新聞社，2011年9月發行）248-249頁。